# ChAdOx1
ChAdOx1 és una vacuna de vector adenovíric desenvolupada per l'Institut Jenner de la Universitat d'Oxford. El vector és un adenovirus del ximpanzé modificat per evitar la seva replicació.
Els adenovirus són vectors eficaços per induir i augmentar la immunitat cel·lular als antígens recombinants codificats. Tot i això, la seroprevalència generalitzada d'anticossos neutralitzants contra els serotipus comuns d'adenovirus humans limita el seu ús. Els adenovirus simians no pateixen els mateixos desavantatges. Per tant, els investigadors han provat noves vacunes utilitzant l'adenovirus ChimpOx1 com a vector. Per exemple, es va dissenyar una vacuna per a la infecció contra la grip utilitzant el vector que expressa antígens de la grip, nucleoproteïna (NP) i proteïna matriu 1 (M1), creant una vacuna candidata anomenada ChAdOx1 NP+M1.